# 沓頬

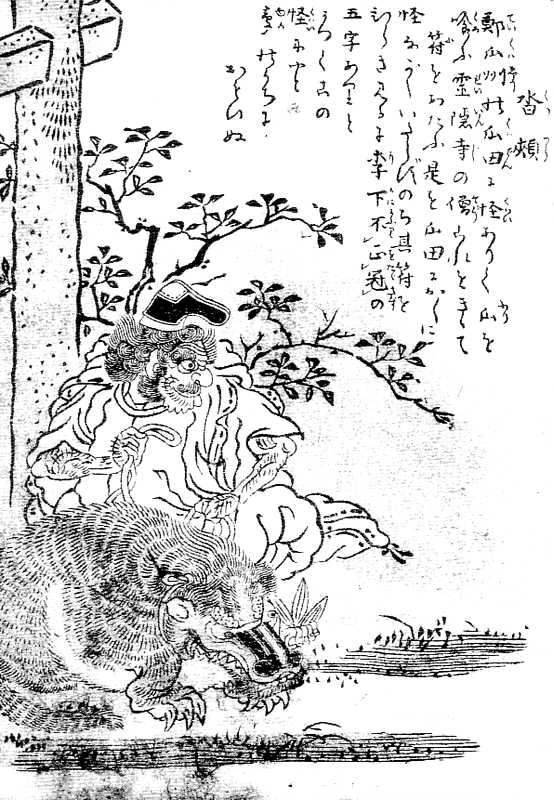
鳥山石燕『百器徒然袋』より「沓頬」

沓頬（くつつら）は、鳥山石燕による妖怪画集『百器徒然袋』に描かれている日本の妖怪。

## 概要
沓（くつ）をのせている動物と人間のような姿の妖怪である。『百器徒然袋』での解説文には、
とある。鄭瓜州（ていかしゅう）とは中国の詩人・杜甫の友人である鄭審（ていしん）のことで杜甫の詩「解悶」などに見られる。また霊隠寺（れいいんじ、りんにんじ）とは中国の杭州にある雲林禅寺のことである。ウリの畑に現われてウリを食べてしまう妖怪がいたが、寺からもらった霊符（中身は「李下不正冠」と書いてあるだけだった）を置いておいたところ、その妖怪現われなくなったという中国の妖怪についての話が内容としては書かれており、この沓頬もそれであろうと石燕は述べている。ウリ畑にあらわれたというこの中国の妖怪の説話および詳細は不明である。
石燕は長冠とおなじ見開きに沓頬を描いており、この2体は中国のことわざ「瓜田に履（くつ）を入れず李下に冠（かんむり）を正さず」および、『徒然草』に冠（65段）と沓（66段）が登場することをモチーフにして創作されていると考えられている。また、室町時代の妖怪絵巻『百鬼夜行絵巻』に描かれている浅沓（あさぐつ）をのせたヤマアラシのような形の妖怪がモデルになって描かれたと考えられている。